# R-44 (大型ミサイル艇)
R-44(ロシア語:Р-44エール・ソーラク・チトィーリェ)は、ソ連およびロシア連邦の大型ミサイル艇(Большой ракетный катер)である。

## 概要

### 来歴
R-44は、ソ連時代に206MR号計画「ヴィーフリ」型大型ミサイル艇の2番艇として建造された。1978年8月31日にスレドネ＝ネーフスキイ造船工場で竣工、二重赤旗受賞バルト艦隊に配属された。
1985年秋にはクリミア自治共和国チェルノモールスコエに本拠を置く黒海艦隊第296ミサイル艇旅団第41ミサイル艇戦隊に配属された。
ソ連が崩壊すると、R-30はロシア海軍に編入された。黒海艦隊艦艇の帰属がロシアとウクライナとの間で争われた結果、第296ミサイル艇旅団に所属した艦艇の多くはウクライナ海軍へ譲渡された。R-44はロシア海軍に留まり、1990年から1995年末にかけては1234型小型ミサイル艦や1241.1型大型ミサイル艇、1241.7型大型ミサイル艇を装備する第349ミサイル艇旅団に所属、その後第41ミサイル艇旅団第295スリンスク赤旗受賞ミサイル艇旅団に配置換えされた。
R-44では1995年初頭までV・N・セルジューク2等佐官が艦長を務め、その後S・I・ポポーフ3等佐官に交代した。

### 新兵器の試験
R-44は、3M24「ウラーン」艦対艦ミサイルを装備した最初の艦艇となった。1983年、R-44は02066号計画によってこの新型ミサイルの発射装置を装備する改修を受けた。3M24「ウラーン」の発射装置は4連装のものが2 基搭載され、代わりに従来のP-15M「テルミート」艦対艦ミサイル単装発射機2 基は撤去された。
2000年夏までにR-44の「ウラーン」コンプレックスは撤去され、大型対潜艦スメートリヴイに移設された。これが、ロシア艦艇で3M24「ウラーン」を装備する2番目の艦艇となった。しかし、2002年には3M24「ウラーン」コンプレックスはスメートリヴイから撤去され、R-44に戻された。スメートリヴイでは合わせて24 発の「ウラーン」ミサイルが試射されたとされる。R-44に戻された3M24「ウラーン」コンプレックスは2003年には基部を残して撤去され、それ以降R-44は対艦ミサイルを搭載しない状態で現役についている。3M24「ウラーン」ミサイルは、結局ロシア海軍ではごく一部の艦艇にしか採用されず、主としてインドや東ドイツなどの海外艦艇に採用された。
R-44では、もうひとつ新しい装備の試験が行われた。AK-630M1-2「ローイ」と呼ばれる近接防御システムがそれである。「ローイ」("Рой")とはロシア語で蜂などの「群れ」を意味する単語で、無数の弾丸を発射するこの兵器のイメージから名付けられた。
AK-630M1-2「ローイ」は従来のAK-630Mの代替兵器として開発された防空システムで、重量は2.5 t、2 門装備する30 mm機関砲AO-18Kの発射速度は毎分10000 発、弾数は4000 発とされている。なお、従来のAK-630Mの発射速度は毎分5000 発程度、弾数は1000 発である。操作には2 名を要した。
1987年にこのAK-630M1-2「ローイ」システムがR-44に装備され、試験が開始された。代わりに、従来のAK-630Mは撤去されている。また、新システムの搭載に伴い、射撃管制レーダーも従来のMR-123「ヴィーンペル」からMR-123-02に変更されている。
1989年夏に実施された試験では、AK-630M1-2「ローイ」は優秀な成績を収めた。試験には、西側の標準的艦対艦ミサイル「ハープーン」に見立てた標的機La-17Kと対戦車ミサイル9M17「ファラーンガ2」が用いられた。AK-630M1-2「ローイ」は、上空10 m付近で「ファラーンガ2」を撃墜することに成功した。迎撃に要した弾数はわずか200 発であった。
しかし、最終的にロシア海軍で採用されたのは3M87「コールチク」で、AK-630M1-2「ローイ」は結局量産には至らずわずかにR-44で試験されたに留まった。R-44からも年内に撤去されている。
その後、AK-630M1-2「ローイ」は1990年代後半から輸出向けに販売が試みられていた。また、2007年初夏にはステルス仕様の砲塔を持った「ドゥエート」(Дуэт)も公開されている。しかし、ロシア海軍で採用されたの輸出型「カシュターン」も販売しており、今後海外でもAK-630M1-2「ローイ」が採用される見込みは限りなく低いと見られている。
この他、1996年には新しい射撃管制システムSP-521「ラークルス」(опто-электронная СУ СП-521 "Ракурс")を搭載して洋上試験を行っている。「ラークルス」とは、遠近法における短縮法のことで、「ラクールス」とも発音される。SP-521「ラークルス」は、自動制御で目標を追尾・攻撃できるシステムであった。このシステムの試験は1998年初頭には終了した。

### 晩年
結局、R-44で試験された新兵器はどれも採用されなかった。各種試験の挙句主砲を除く兵装一切が撤去されてしまったR-44は、すでにミサイル艇と呼べるだけの武装を有しておらず、晩年は専らセヴァストーポリのカランチンナヤ湾に係留されていた。
なお、黒海艦隊所属の同型艇には管轄地域の都市の名称が与えられている。R-44に対してもヴォルゴレーチェンスク(Волгореченскヴァルガリェーチェインスク)の名称が与えられる予定であったが、実現しなかった。結局、R-44は係留されたまま活動を再開することはなく、2008年10月5日付けで海軍旗を降ろし、退役した。今後は恐らくは海上標的として使用される予定である。